# Eetu Nousiainen
Eetu Nousiainen (29 aprile 1997) è un saltatore con gli sci finlandese.

## Biografia
Attivo in gare FIS dall'agosto del 2014, Nousiainen ha esordito in Coppa del Mondo il 16 marzo 2017 a Trondheim (49º), ai Giochi olimpici invernali a Soči 2014, dove si è piazzato 49º nel trampolino normale, e ai Campionati mondiali a Seefeld in Tirol 2019, dove è stato 42º nel trampolino normale, 48º nel trampolino lungo e 10º nella gara a squadre. Ai Mondiali di Oberstdorf 2021 si è classificato 50º nel trampolino normale, 38º nel trampolino lungo, 9º nella gara a squadre e 9º nella gara a squadre mista e ai Mondiali di volo di Vikersund 2022 si è piazzato 26º nella gara individuale e 7º in quella a squadre. Ai Mondiali di Planica 2023 è stato 34º nel trampolino normale, 30º nel trampolino lungo e 9º nella gara a squadre; l'anno dopo ai Mondiali di volo di Tauplitz 2024 si è classificato 38º nella gara individuale e 7º in quella a squadre e ai Mondiali di Trondheim 2025 si è piazzato 36º nel trampolino lungo.

## Palmarès

### Coppa del Mondo
- Miglior piazzamento in classifica generale: 40º nel 2022